# Phobolosia anfracta
Phobolosia anfracta är en fjärilsart som beskrevs av H. Edwards 1881. Phobolosia anfracta ingår i släktet Phobolosia och familjen nattflyn. Inga underarter finns listade i Catalogue of Life.